# اسایلم رکوردز
اسایلم رکوردز (انگلیسی: Asylum Records) شرکت نشر موسیقی آمریکایی است، که در سال ۱۹۷۱ توسط دیوید گفن تأسیس شد. در سال ۱۹۷۲ توسط وارنر مدیا (در حال حاضر گروه موسیقی وارنر) تصاحب و بعداً با الکترا رکوردز ادغام شد.
پس از تجسم های قبلی، در درجه اول به سمت هیپ هاپ همراه با راک و آلترناتیو متال طراحی شده است. مالکیت و توزیع آن توسط گروه موسیقی وارنر است.